# Texasi Köztársaság
A Texasi Köztársaság független államalakulat volt 1836 és 1846 között Észak-Amerikában, az Amerikai Egyesült Államok és Mexikó között. A texasi forradalom (1835-1836) alatt szakadt el Mexikótól. A velascói szerződés értelmében határain belül volt található a mai Texas állam egész területe, valamint a mai Új-Mexikó, Oklahoma, Kansas, Colorado és Wyoming egy része. Keleti határát az Egyesült Államok felé még 1819-ben húzták meg az Adams-Oníz szerződésben. Déli és nyugati határa Mexikó felé Texas szerint a Rio Grande folyó, Mexikó a Nueces folyót szerette volna határnak. Ez a határvita volt végül a mexikói-amerikai háború (1846-1848) egyik kiváltója, Texas annektálása után. Bár a Texasi Köztársaság független államalakulat volt, erősen függött az Egyesült Államoktól, nyersanyagokban, pénzügyileg és védelmileg.

## A köztársaság megalakulása
A Texasi Köztársaság a korábbi mexikói Coahuila y Tejas államból alakult meg a texasi forradalom eredményeként. 1835-ben a mexikói kormányzat a szövetségi rendszerről átállt a központira, amely korlátozni kezdte az amerikai telepesek bevándorlását az északi területekre, lévén Texas lakosságának többsége eddigre már angol anyanyelvű volt.[forrás?] Így Texasban mozgolódások kezdődtek, és forradalom tört ki. A forradalom hivatalosan 1835. október 2-án tört ki a gonzalesi csatával. 1836. március 2-án kikiáltották a függetlenségüket.
A függetlenség kivívás után a szavazópolgárok 14 szenátort és 29 képviselőt választottak meg, valamint egy elnököt és egy alelnököt, kétéves periódusokra.

## Diplomáciai kapcsolatok
1837. március 3-án Andrew Jackson amerikai elnök Alcée La Branche-ot küldte Texasba követnek, így ismerve el az állam függetlenségét. Franciaország 1839. szeptember 25-én ismerte el Texast, Dubois de Saligny-t küldve oda követnek. Nagy-Britannia sohasem ismerte el Texast, mivel Mexikóval baráti kapcsolatokat ápolt, de elismerte Texast kereskedelmi partnernek és a texasi árukat szabadon lehetett szállítani a brit kikötőkbe. Szintén elismerte az állam függetlenségét Belgium és Hollandia, sőt a frissen megalakult Yucatáni Köztársaság, ami azonban nem tudott elszakadni Mexikótól.

## Elnökök és alelnökök
| Periódus kezdete   | Periódus vége      | Elnök                    | Alelnök                    | Elnök- jelöltek                           | Szav. szám   | Alelnök- jelöltek            | Szav. szám |
| ------------------ | ------------------ | ------------------------ | -------------------------- | ----------------------------------------- | ------------ | ---------------------------- | ---------- |
| 1836. március 16.  | 1836. október 22.  | David G. Burnet (köztes) | Lorenzo de Zavala (köztes) |                                           |              |                              |            |
| 1836. október 22.  | 1838. december 10. | Sam Houston              | Mirabeau B. Lamar          | Sam Houston Henry Smith Stephen F. Austin | 5119 743 587 | Mirabeau B. Lamar            |            |
| 1838. december 10. | 1841. december 13. | Mirabeau B. Lamar        | David G. Burnet            | Mirabeau B. Lamar Robert Wilson           | 6995 252     | David G. Burnet              |            |
| 1841. december 13. | 1844. december 9.  | Sam Houston              | Edward Burleson            | Sam Houston David G. Burnet               | 7915 3619    | Edward Burleson Memucan Hunt | 6141 4336  |
| 1844. december 9.  | 1846. február 19.  | Anson Jones              | Kenneth L. Anderson        | Anson Jones Edward Burleson               | __ __        | Kenneth L. Anderson          |            |

## Csatlakozás az Egyesült Államokhoz
Texas státusza megosztotta a közvéleményt az 1840-es évek elején az Amerikai Egyesült Államokban, ahol polgárháborút megelőző időszakban egyre erősebb feszültség volt a rabszolgatartás ellenzői és támogatói között. A déli államokban népszerű gondolat volt, hogy Texast annektálja az Egyesült Államok, mivel így bővült volna a rabszolgatartó államok tábora és politikai ereje, míg az északi államok lakói ugyanebből az okból ellenezték Texas felvételét az unióba. Az ellenérvek között szerepelt az is, hogy Texas annektálása háborúhoz vezetne Mexikóval. A texasiak többsége az USA-val való egyesülés pártján volt.
Tyler amerikai elnök támogatta az egyesülést, és 1844. április 12-én a két ország meg is állapodott Texas beolvadásáról, de a Szenátus júniusban nem adta meg az alkotmány szerint szükséges jóváhagyást a nemzetközi szerződéshez, így ez az első próbálkozás kudarcot vallott. Texas számára viszont égetően szükséges volt az egyesülés, ugyanis a gazdaság gerincét jelentő gyapottermelés válságba került a gyapot nemzetközi árának csökkenése miatt és Texas csődközeli helyzetben volt.
Texas annektálása kiemelkedő politikai kérdés volt az 1844-es választások során, és az új Kongresszus már támogatta az új állam felvételét az unióba. Az erről szóló határozat 1845. március 1-jén született meg. Tyler hivatali idejének utolsó napján követet küldött Texasba, hogy értesítse a texasi kormányt a kongresszusi határozatról. Texasban ezután államalapító konvenciót hívtak össze, amely 1845. július 4-én jóváhagyta az Egyesült Államokhoz való csatlakozást és megszövegezte az új állam alkotmányát.
A csatlakozási dokumentum kimondja, hogy a Texasi Köztársaság által birtokolt nemzetvédelmi célú javak az Egyesült Államokra szállnak, az újonnan létrejött Texas államra szállnak a megszűnő köztársaság egyéb javai és tartozásai, valamint az állam határain belül lévő, más által nem birtokolt földek. Az új államban köztársasági típusú államberendezkedést alakítottak ki.
Texas államban a polgárháború végéig legális maradt a rabszolgaság. Az annexió következményeként a következő évben háború tört ki Mexikó és az Egyesült Államok között.
Texas állam sajátos történelmi fejlődése és az államokon belül ma elfoglalt helyzete miatt nagyon sok texasi és politikusok hívei az Egyesült Államoktól való elszakadásnak. Bár a polgárháború óta nem bontakozott semmilyen komolyabbnak nevezhető mozgalom a teljes szuverenitás megszerzésére, de még most is mindennapos politikusok részéről, különösen az elnökválasztások idején, hogy tesznek kijelentést, amely a washingtoni kormányzattól való elszakadás mellett foglal állást. Nem ritkán politikai nyomásgyakorlásra is használják a texasi függetlenség kérdését.